# Farmand
Farmand (The Trade Journal of Norway) fue una revista de negocios publicada en Oslo, Noruega, desde 1891 hasta que se suspendió en enero de 1989. El nombre farmand (o farmann) hace referencia a una palabra del nórdico antiguo que significa "comerciante". Se compone de las palabras "viaje a lo largo y ancho" en combinación con la palabra hombre. El viejo rey noruego Bjørn Farmann o "Bjørn el comerciante" llevaba este título.

## Historia y perfil
Farmand se estableció en 1891. El editor fundador de la revista fue Einar Sundt de 1891 a 1917. Einar Hoffstad luego asumió el cargo, siendo editor de 1922 a 1926 y de 1933 a 1935. Trygve J. B. Hoff, uno de los miembros fundadores de la Sociedad Mont Pelerin, editó la revista desde 1935 hasta 1982. Durante la ocupación alemana de Noruega desde 1940 hasta 1945, Hoff fue encarcelado por sus opiniones políticas. Durante ese tiempo, Farmand fue prohibido por los poderes de ocupación nazis. Kåre Varvin editó Farmand desde 1982 hasta 1983, luego Ole-Jacob Hoff desde 1983 hasta su fin en 1989. En 1986 la revista fue vendida a Cappelen, una editorial. La revista se publicaba semanalmente.
Farmand era una revista conservadora y apoyaba el liberalismo clásico y el libre mercado, inspirado por The Economist. Farmand disfrutó de columnistas tan destacados como Milton Friedman, F. A. Hayek y Ludwig von Mises, así como muchos economistas, intelectuales y líderes empresariales de la Sociedad Mont Pelerin. El contenido también incluía informes actuales (y dentro de la pista) de los países del Bloque Oriental, entre otros, el aplastamiento de la Primavera de Praga en 1968. También hubo extractos literarios, entre ellos los del romance distópico de Constantine Fitzgibbon durante una toma comunista de Inglaterra, When the Kissing Had to Stop. Una de las atracciones era una página de citas con bromas populares en la esquina inferior derecha.
Farmand tenía una circulación de 33,800 copias en 1981 y 33,900 copias en 1982.